# Limans
Limans település Franciaországban, Alpes-de-Haute-Provence megyében. Lakosainak száma 387 fő (2022. január 1.). Limans Forcalquier, Mane, Revest-des-Brousses és Ongles községekkel határos.

## Népesség
A település népességének változása:
| Lakosok száma | 125  | 158  | 253  | 345  | 341  | 365  | 369  | 385  | 390  | 387  |
|               | 1968 | 1982 | 1990 | 2006 | 2013 | 2015 | 2017 | 2019 | 2020 | 2022 |